# Miguel Lladó Bustamante
Miguel Alfredo Lladó Bustamante (Barranca, 14 de enero de 1926 - 27 de diciembre de 2019) fue un médico y escritor peruano impulsor de la Geriatría en el Perú y fundador de la Sociedad Peruana de Gerontología y Geriatría.

## Biografía
Nació en la ciudad de Barranca el 14 de enero de 1926. Hijo de Francisco Lladó i Jofre, natural de Mallorca (España) y de María Luz Bustamante García, nacida en Barranca. Vivió su infancia en el Balneario de Miraflores de dicha ciudad. 
Cursó sus estudios primarios en el Centro Escolar 425. Luego, emigró a Lima para continuar sus estudios secundarios en el Colegio Moderno de Lima. Estudió medicina en la Facultad de Medicina de la Universidad Nacional Mayor de San Marcos, graduándose en el año 1953 como parte de la promoción Sergio Bernales. En ese mismo año fundó, con otros nueve médicos, en la Sala Odriozola del Hospital Dos de Mayo, la Sociedad Peruana de Geriatría y Gerontología que, en 1978, se convertiría en la Sociedad de Gerontología y Geriatría del Perú de la que fue su primer presidente. Además, formó parte de la Junta Directiva de la International Association of Gerontology (enlace roto disponible en Internet Archive; véase el historial, la primera versión y la última). en el período 1957 – 1960.
Su labor de médico la realizó en el Hospital Dos de Mayo, en diversos hospicios de la capital como el de Virú y Nuestra Señora de las Cabezas y en la Universidad Nacional Mayor de San Marcos. 
Se especializó en la atención de las necesidades de salud de las personas que envejecen, en tiempos en que la geriatría no estaba reconocida aún como especialidad en las facultades de medicina. Su gestión  en la Sociedad de Gerontología y Geriatría del Perú, permitió que la geriatría fuera incorporada, gradualmente, en la currícula de las facultades de medicina del país. Es considerado como el fundador de la Geriatría en el Perú.
Dirigió durante muchos años la Revista Geronto, órgano oficial de la Sociedad de Gerontología y Geriatría del Perú. Asimismo, intervino con diversos trabajos de investigación en cursos regulares y congresos nacionales e internacionales de la especialidad.
Finalmente, colaboró varios años como columnista en la sección Cultural del Diario El Peruano y publicó artículos ocasionalmente en el Diario El Comercio. Siguió escribiendo, hasta muy cerca de los 90 años.

## Publicaciones
Fue autor del primer texto moderno en el Perú sobre Geriatría, en 1961. Cuenta con una fecunda trayectoria como escritor, dejó libros de geriatría y gerontología.
| Publicación                                                                           | Año         |
| ------------------------------------------------------------------------------------- | ----------- |
| Introducción a la Geriatría                                                           | 1961 y 1982 |
| ¿Puede evitarse la vejez?                                                             | 1981        |
| Gerontología social: perspectivas del envejecimiento a nivel mundial para el año 2000 | 1984        |
| Retratos de viejos                                                                    | 1985        |
| Geriatría y Gerontología                                                              | 1988        |
| Geriatría. Vejez y envejecimiento. Sus problemas                                      | 1990        |
| Del recién nacido al anciano                                                          | 1995        |
| Historia de la Geriatría en el Perú                                                   | 1996        |
| La cuarta edad                                                                        | 1996        |
| Inicios y apuntes de la Geriatría en el Perú                                          | 2006        |

Como escritor también cultivó la literatura en sus diversos géneros; novelas, relatos, libros de viaje, ensayos y poemas son parte de sus publicaciones.
| Publicación                                                         | Año         |
| ------------------------------------------------------------------- | ----------- |
| Huellas perdidas: el diario de un médico                            | 1957        |
| Humildad                                                            | 1959        |
| Soledad                                                             | 1963        |
| Por los caminos de Europa                                           | 1965        |
| Rostros distantes                                                   | 1967        |
| En memoria del tiempo                                               | 1974        |
| No es un testamento ni una premonición                              | 1975        |
| Los nuevos pobres                                                   | 1990 y 2004 |
| Algo se consume                                                     | 1991        |
| Eterno oscuro                                                       | 1991        |
| La cuarta edad: después de los 80 años                              | 1996        |
| Entre la memoria y el olvido                                        | 1998        |
| Nadie responde                                                      | 1998        |
| Noche de guardia                                                    | 1999        |
| Los nuevos pobres                                                   | 1999        |
| Las aguas vienen de lejos                                           | 1999        |
| Los oscuros caminos de la memoria: entre observaciones y respuestas | 2004        |
| La fugacidad del tiempo: lo real oculto                             | 2004        |
| Ensueño del trébol y la abeja                                       | 2006        |
| Un perro rezagado atraviesa la calle                                | 2007        |
| El hermano Pancho                                                   | 2007        |
| Un metro treinta de tristeza: a trote corto por el camino largo     | 2010        |
| Hacia dónde vamos                                                   | 2010        |
| Andanzas y soledades en la Plaza San José                           | 2012        |
| Revolviendo recuerdos                                               | 2013        |